# غوبرنيه موغليف
غوبرنيه موغليف (Mogilevskaya Gubernya) كان غوبرنيه في الامبراطورية الروسية يقع الآن في بلاروسيا. عاصمته هي موغليف.
أنشئ الغوبرنيه في 1772 بعد تقسيم بولندا بجزء من مقاطعات فيتسبك و مسيلاو و بولوك و أنفلنتاي. شكلت أجزاء أخرى غوبرنيه بسكوف. في 1796 اتحد غوبرنيه موغليف و غوبرنيه بسكوف ليشكلا غوبرنيه بلاروسيا. في 1802 أعيد تجزيء غوبرنيه بلاروسيا إلى غوبرنيه موغليف و غوبرنيه فتبسك. في 1917 اتحد غوبرنيه موغليف و فتسبك و غوبرنيه فيلنا ليشكلوا القطاع الغربي (من 1918 معروف ب كومونا الغربية). في 1918 إتحد مرة أخرى من غوبرنيه سمولنسك و في أكتوبر 1919 شكلوا غوبرنيه غومل.